# La herencia
La herencia é uma telenovela mexicana, produzida pela Televisa e exibida em 1962 pelo Telesistema Mexicano.

## Elenco
- Joaquín Cordero
- María Teresa Rivas